# Jan Benigier
Jan Janusz Benigier (Radomsko, 1950. február 18. –) olimpiai ezüstérmes lengyel labdarúgó, csatár.

## Pályafutása

### Klubcsapatban
1967 és 1970 között a Start Łódź csapatában kezdte a labdarúgást. 1970 és 1972 között a Zawisza Bydgoszcz, 1972 és 1980 között a Ruch Chorzów labdarúgója volt. A Ruch csapatával három bajnoki címet és egy lengyel kupagyőzelmet ért el. 1980 és 1982 között a belga Seraing együttesében szerepelt. 1982–83-ban ismét Ruch Chorzów játékosa volt. 1983 és 1986 között a Polonia Bytomban játszott és itt fejezte be az aktív labdarúgást.

### A válogatottban
1976-ban három alkalommal szerepelt a lengyel válogatottban és egyszer az olimpiai csapatban. Tagja volt az 1976-os montréali olimpiai játékokon ezüstérmet szerzett csapatnak.

## Sikerei, díjai
Lengyelország
- Olimpiai játékok
  - ezüstérmes: 1976, Montréal

 Ruch Chorzów
- Lengyel bajnokság
  - bajnok (3): 1973–74, 1974–75, 1978–79
- Lengyel kupa
  - győztes: 1974